# Карпов, Геннадий Фёдорович
Геннадий Фёдорович Карпов (2 [14] февраля 1839 или 2 февраля 1839, Углич, Ярославская губерния — 24 апреля [6 мая] 1890 или 24 апреля 1890) — русский историк, специалист по истории Малороссии XV—XVII веков. Действительный статский советник (1883).

## Биография
Родился 2 (14) февраля 1839 года в Угличе Ярославской губернии в семье Фёдора Васильевича Карпова (1809 — ок. 1853) — учителя математики в Угличском уездном училище, затем — штатный смотритель училища; дослужился до чина титулярного советника, в 1838 году получил свидетельство на имение в Рыбинском уезде. Мать — Клавдия Анатольевна Карпова, потомственная дворянка, родилась 16 апреля 1808 года в сельце Алексеевское Угличского уезда. У Геннадия Фёдорович было четыре брата и сестра: Николай (род. 1836), Всеволод (род. 1840), Анатолий (род. 1843), Варвара (род. 1844), Иринарх.
Учился в Борисоглебском духовном училище, в Ростовском уездном училище и в Ярославской гимназии. В 1855 году поступил в Демидовский лицей, но через два года оставил его и отправился в Москву, где поступил на юридический факультет Императорского Московского университета. Постоянно подрабатывая, в 1861 году окончил курс и, по рекомендации обратившего на него внимание С. М. Соловьёва, был оставлен в университете для приготовления к профессорскому званию; одновременно назначен репетитором в Александровское военное училище.
В 1867 году защитил диссертацию на степень магистра русской истории «История борьбы Московского государства с польско-литовским (1462—1508)» и был назначен доцентом в Харьковский университет. В 1870 году он получил степень доктора за диссертацию «Критический обзор разработки главных русских источников, до истории Малороссии относящихся». В 1871 году он оставил службу в университете; в это время в материальном отношении положение его значительно улучшилось в связи с женитьбой на дочери купца Тимофея Саввича Морозова Анне Тимофеевне; он переселился в Москву и отдался научным занятиям.
15 октября 1866 года он был избран членом Общества истории и древностей, 6 мая 1873 года — членом Археографической комиссии, 17 марта 1880 года — членом Русского исторического общества. В занятиях этих учёных обществ и учреждений он принимал живое и деятельное участие. Под его редакцией вышло несколько изданий; в Археографической комиссии он постоянно принимал участие в разборе и оценке различных древних документов, в Обществе истории и древностей в течение 12-ти лет был казначеем.
После смерти Г. Ф. Карпова 24 апреля (6 мая) 1890 года его вдова, A. T. Kapпова, урождённая Морозова (сестра Саввы Морозова), внесла в Общество истории и древностей 11 500 рублей с тем, чтобы ежегодно проценты с этих денег выдавались в виде премии за учёные исследования в области русской истории, причём преимущество отдавалось трудам, посвящённым истории Малороссии.
Похоронен на станции Болдино Покровского уезда Владимирской губернии при построенной им церкви.

## Научная деятельность
Один из ближайших учеников С. М. Соловьёва, Г. Ф. Карпов направил своё внимание преимущественно на изучение процесса образования и устроения русского государства; последовательно он изучал самые решительные кризисы, какие пережила Московская Русь в работе над государственным объединением русского народа. Богатство и свежесть данных о древней русской жизни, извлеченных С. М. Соловьёвым из его архивных работ, привлекли внимание и Г. Ф. Карпова преимущественно к изучению материала архивного. Первый учёный труд Г. Ф. Карпова «Очерки из истории российской церковной иерархии» (напечатан в 1864 году) посвящён изучению церковно-нравственных сил, поддерживавших в русском народе стремление объединиться. В магистерской диссертации (напечатана в 1864 году), автор рассмотрел объединительную деятельность великого князя Ивана Васильевича III и дал оценку многих источников для истории того времени.
Впоследствии Г. Ф. Карпов обратился к вопросу о воссоединении Малой России и Великой России; но состояние источников, необходимых для этой работы и в особенности ошибки некоторых прежних исследований по тому же вопросу, потребовали стольких предварительных критических исследований, что Г. Ф. Карпов целую докторскую диссертацию посвятил «Критическому обзору разработки главных русских источников, до истории Малороссии относящихся за время 8 января 1651 г. — 30 мая 1672 г.». Тут он выделил первоначальную, фактическую основу в повествованиях о Богдане Хмельницком, от позднейших прибавлений и баснословий; нередко ему приходилось не только опровергать вымыслы, но ещё и указывать, как и даже для чего в иных учёных трудах эти вымыслы поддерживались. Многие выводы и замечания Г. Ф. Карпова вызвали против него упрёки в слишком пристрастном, «московском» отношении.

## Семья
Женился на Анне Тимофеевне (1849—1924), дочери купца Тимофея Саввича Морозова и Марии Фёдоровны, урождённой Симоновой. Венчание состоялось 8 января 1869 года в Троицком храме на Яузе, причём невесте пришлось отречься от старообрядчества и принять православие.
Генваря 8-го дня повенчан Жених Доцент Императорского Харьковского Университета Геннадий Федоров Карпов 28 лет, холост Православного Вероисповедания первым браком. Невеста - Потомственная Почетная Гражданка девица Анна Тимофеевна Морозова 19 лет Православного вероисповедания первым браком. Поручители Жениха - Действительные статские советники Сергей Михайлович Соловьев, Иван Кондратьевич Бабст; Невесты - Коллежский Советник Яков Стефанов Филевский, Кандидат Коммерции Аркадий Петров Мякишев.
В браке родилось 15 детей:
- Тимофей Геннадьевич (1870—1932, погиб в тюрьме)
- Елена Геннадьевна (1870—1942) — супруга Александра Васильевича Кривошеина (1857—1921);
- Анна Геннадьевна (1871?—1919),
- Наталья Геннадьевна (1873—1960) — супруга Николая Петровича Лихачёва (1862—1936);
- Фёдор Геннадьевич (1874—1937) — женат на троюродной сестре Маргарите Давыдовне Морозовой (1880—1934), внучке А. С. Морозова;
- Александр Геннадьевич (1875—1944) — женат на Елизавете Павловне Рябушинской (1878—1936), дочь П. М. Рябушинского;
- Алевтина Геннадьевна (1876—1919) — супруга владимирского вице-губернатора Николая Васильевича Ненарокова (1868—сентябрь 1919, расстрелян в Бутырской тюрьме);
- Николай Геннадьевич (1878—1912);
- Мария Геннадьевна (1879—1961) — с 14 апреля 1903 года супруга Алексея Николаевича Смольянинова (1879—1932, в ссылке). Их праправнук — актёр Артур Смольянинов;
- Георгий Геннадьевич (1881—?),
- Клавдия Геннадьевна (1882—1967) — супруга Бориса Сергеевича Головнина (1878—1920);
- Ольга Геннадьевна (1885—1972) — супруга полковника Александра Михайловича Кавелина (1879—1947) — племянника Льва Александровича Кавелина;
- Зинаида Геннадьевна (1886—1977) — супруга нотариуса В. А. Спешнева;
- Геннадий Геннадьевич (1888—1952) — женат на Вере Николаевне (1892—1965), дочери московского городского головы Н. И. Гучкова;
- Варвара Геннадьевна (1889—1954) — супруга Владимира фон Мекка, внука Н. Ф. фон Мекк.